# میزان (مشگین‌شهر)
میزان روستایی در دهستان شعبان بخش مرکزی شهرستان مشگین‌شهر در استان اردبیل است.
این روستا غربی ترین نقطه استان اردبیل از لحاظ مختصات جغرافیایی و مسکونی بودن است.

## جمعیت
بر اساس سرشماری سال ۱۳۸۵ جمعیت این روستا ۶۳۲ نفر با ۱۴۳ خانوار بوده‌است.